# 토요타 그랜드 하이랜더
토요타 그랜드 하이랜더(Toyota Grand Highlander)는 토요타가 제조하는 전륜구동 기반의 준대형 SUV로, 토요타 하이랜더의 장축형이다.

## 1세대
4세대 하이랜더의 파생형으로, 장축형으로 출시했다. 엔진은 2.4리터 가솔린 터보 엔진, 2.4리터 듀얼부스트 가솔린 터보 하이브리드가 장착된다. TNGA-K 전륜구동 플랫폼을 그대로 이용한다.
기존 하이랜더가 생산되는 프린스턴 현지공장에서 생산하며, 형제차인 렉서스 TX 또한 프린스턴 현지공장에서 생산한다.